# Presbytère de Gée
Le presbytère de Gée est un presbytère situé à Gée, en France.

## Localisation
Le presbytère est situé dans le département français de Maine-et-Loire, sur la commune de Gée.

## Historique
L'édifice, datant du 17e siècle,  est inscrit au titre des monuments historiques en 1984.